# Pièces de monnaie en rouble soviétique
Les pièces de monnaie soviétiques sont une des représentations physiques, avec les billets de banque, de la monnaie de l'Union des républiques socialistes soviétiques.

## L'unité monétaire soviétique
Le rouble soviétique (SUR) fut la devise et l'unité monétaire de l'URSS de 1922 à 1991, bien que les premières frappes portent la date de 1921.
Il a remplacé le rouble impérial russe et a été remplacé par le rouble russe en 1993. 
Le rouble est divisé en 100 kopecks.

## Les pièces de monnaie soviétiques circulantes

### Première série

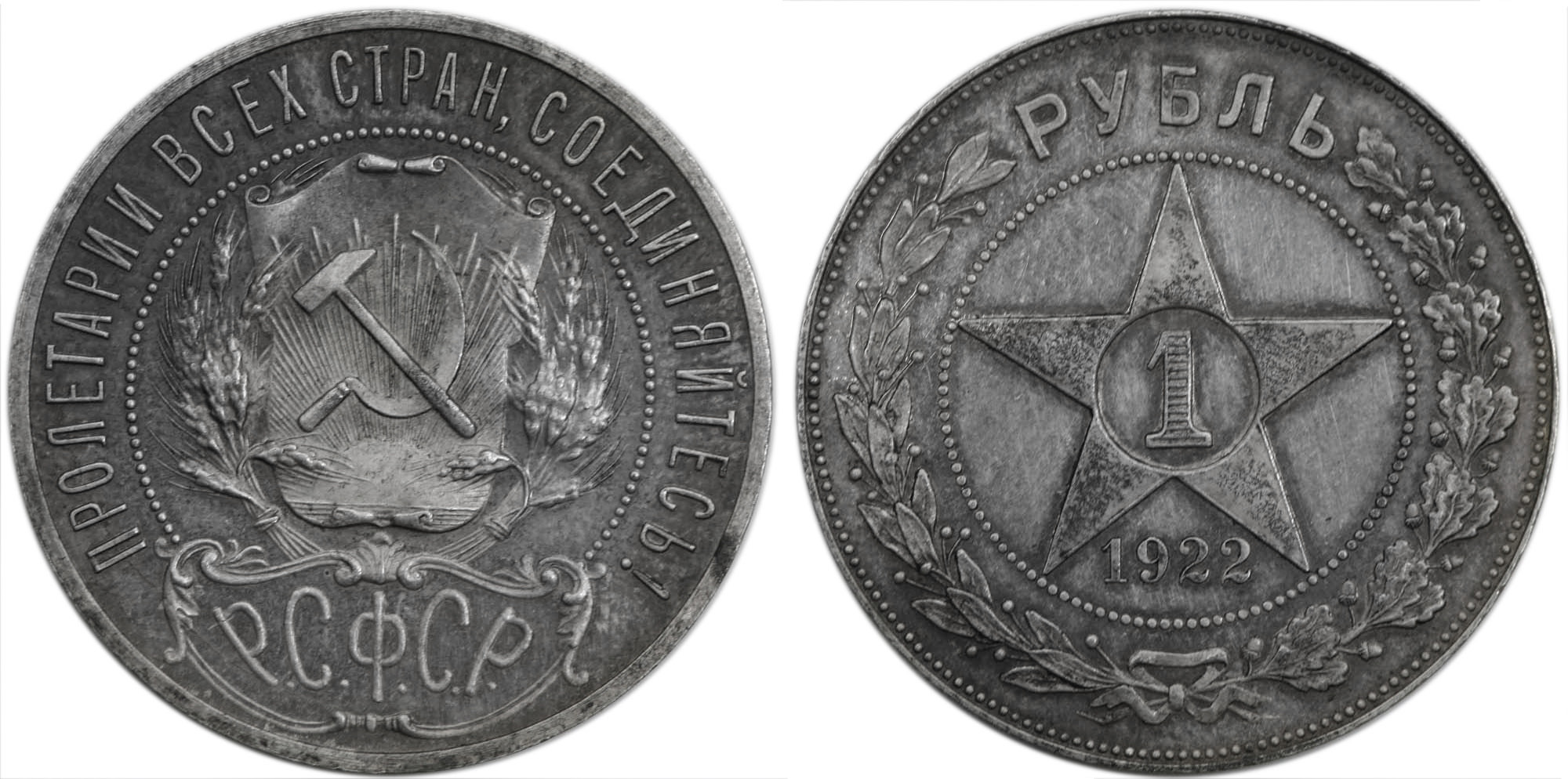
Pièce de 1 rouble (1922) en argent.

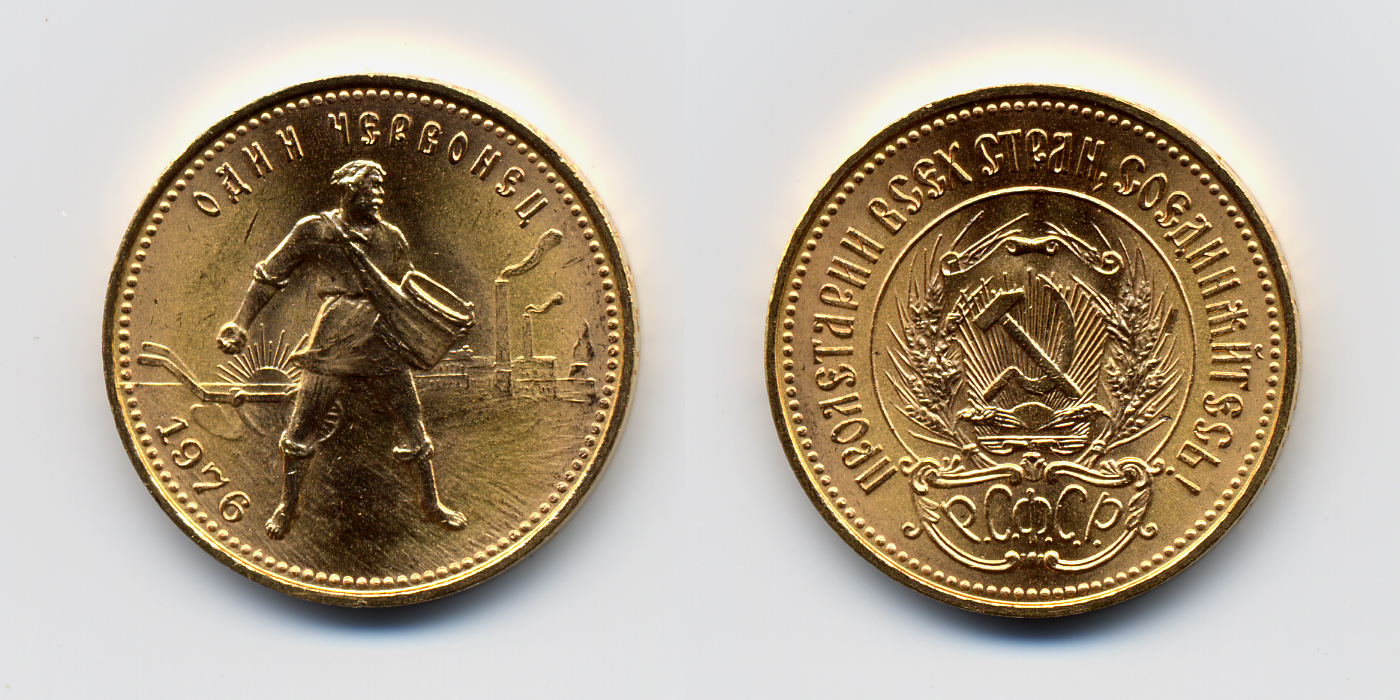
Refrappe (1976) de la pièce de 1 chervonets [10 roubles] en or de 1923.

- Pièce de 10 kopecks (1921-1923) en argent
- Pièce de 15 kopecks (1921-1923) en argent
- Pièce de 20 kopecks (1921-1923) en argent
- Pièce de 50 kopecks (1921-1922) en argent
- Pièce de 1 rouble (1921-1922) en argent
- Pièce de 1 chervonets (1923) en or

### Séries de 1924-1946

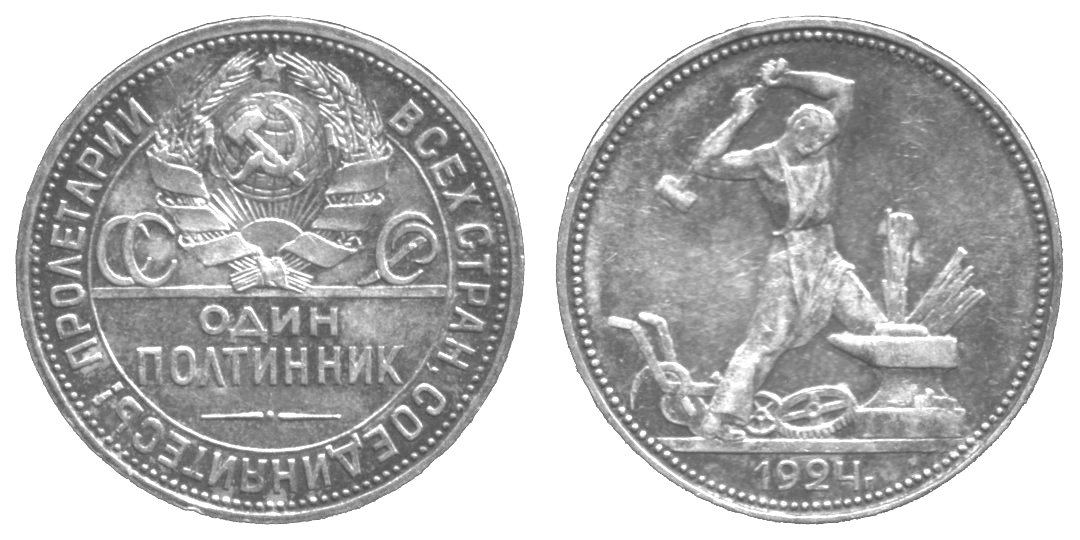
Pièce de 1 poltinnik [50 kopecks] (1924) en argent.

- Pièce de ½ kopeck (1925-1928) en cuivre
- Pièce de 1 kopeck (1924-1925) en cuivre
- Pièce de 1 kopeck (1926-1935) en aluminium-bronze
- Pièce de 1 kopeck (1935-1936) en aluminium-bronze
- Pièce de 1 kopeck (1937-1946) en aluminium-bronze
- Pièce de 2 kopecks (1924-1925) en cuivre
- Pièce de 2 kopecks (1926-1935) en aluminium-bronze
- Pièce de 2 kopeck (1935-1936) en aluminium-bronze
- Pièce de 2 kopeck (1937-1946) en aluminium-bronze
- Pièce de 3 kopecks (1924) en cuivre
- Pièce de 3 kopecks (1926-1935) en aluminium-bronze
- Pièce de 3 kopeck (1935-1936) en aluminium-bronze
- Pièce de 3 kopeck (1937-1946) en aluminium-bronze
- Pièce de 5 kopecks (1924) en cuivre
- Pièce de 5 kopecks (1926-1935) en aluminium-bronze
- Pièce de 5 kopeck (1935-1936) en aluminium-bronze
- Pièce de 5 kopeck (1937-1946) en aluminium-bronze
- Pièce de 10 kopecks (1924-1931) en argent
- Pièce de 10 kopecks (1931-1934) en cupro-nickel
- Pièce de 10 kopecks (1935-1936) en cupro-nickel
- Pièce de 10 kopecks (1937-1946) en cupro-nickel
- Pièce de 15 kopecks (1924-1931) en argent
- Pièce de 15 kopecks (1931-1934) en cupro-nickel
- Pièce de 15 kopecks (1935-1936) en cupro-nickel
- Pièce de 15 kopecks (1937-1946) en cupro-nickel
- Pièce de 20 kopecks (1924-1931) en argent
- Pièce de 20 kopecks (1931-1934) en cupro-nickel
- Pièce de 20 kopecks (1935-1936) en cupro-nickel
- Pièce de 20 kopecks (1937-1946) en cupro-nickel
- Pièce de 1 poltinnik [50 kopecks] (1924-1927) en argent
- Pièce de 1 rouble (1924) en argent

### Série de 1948
- Pièce de 1 kopeck (1948-1956) en aluminium-bronze
- Pièce de 2 kopecks (1948-1956) en aluminium-bronze
- Pièce de 3 kopecks (1948-1956) en aluminium-bronze
- Pièce de 5 kopecks (1948-1956) en aluminium-bronze
- Pièce de 10 kopecks (1948-1956) en cupro-nickel
- Pièce de 15 kopecks (1948-1956) en cupro-nickel
- Pièce de 20 kopecks (1948-1956) en cupro-nickel

### Série de 1957-1958
- Pièce de 1 kopeck (1957) en aluminium-bronze
- Pièce de 1 kopeck (1958) en aluminium-bronze
- Pièce de 2 kopecks (1957) en aluminium-bronze
- Pièce de 2 kopecks (1958) en aluminium-bronze
- Pièce de 3 kopecks (1957) en aluminium-bronze
- Pièce de 3 kopecks (1958) en aluminium-bronze
- Pièce de 5 kopecks (1957) en aluminium-bronze
- Pièce de 5 kopecks (1958) en aluminium-bronze
- Pièce de 10 kopecks (1957) en cupro-nickel
- Pièce de 10 kopecks (1958) en cupro-nickel
- Pièce de 15 kopecks (1957) en cupro-nickel
- Pièce de 15 kopecks (1958) en cupro-nickel
- Pièce de 20 kopecks (1957) en cupro-nickel
- Pièce de 20 kopecks (1958) en cupro-nickel
- Pièce de 50 kopecks (1958) en cupro-nickel
- Pièce de 1 rouble (1958) en cupro-nickel

### Série après la dénomination de 1961

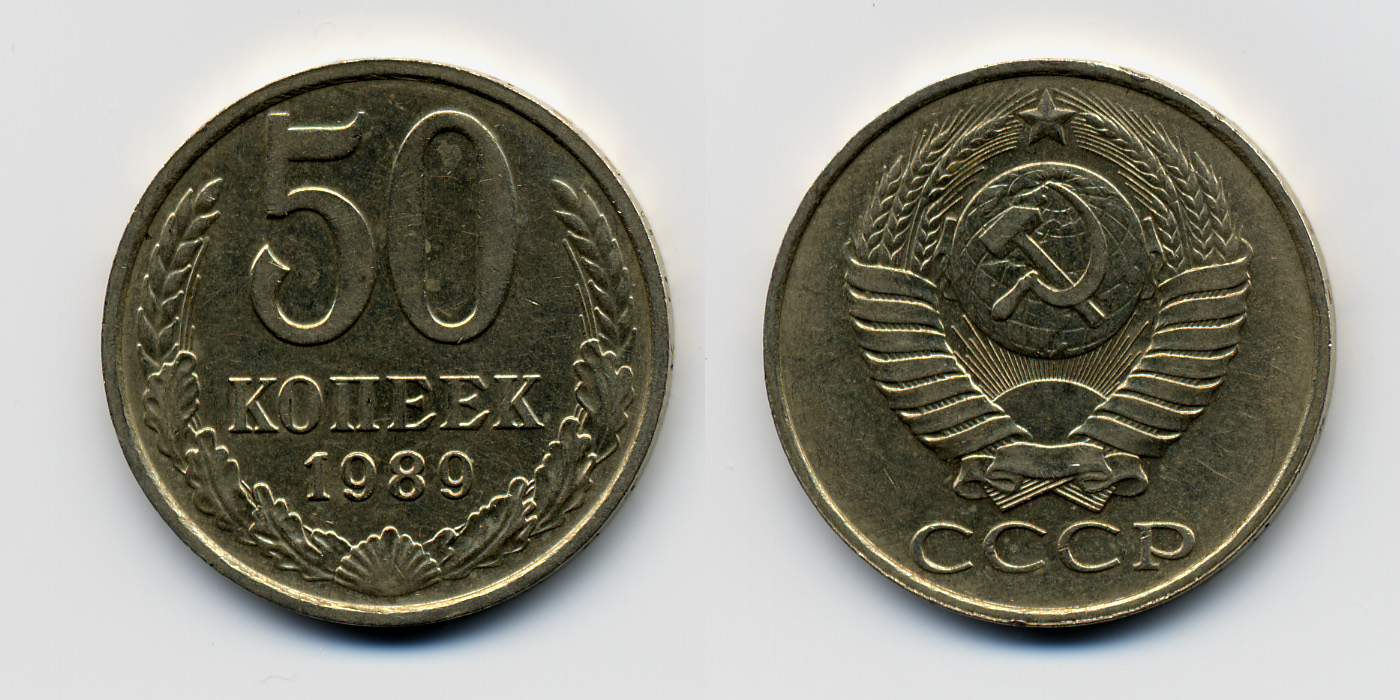
Pièce de 50 kopecks (1989).

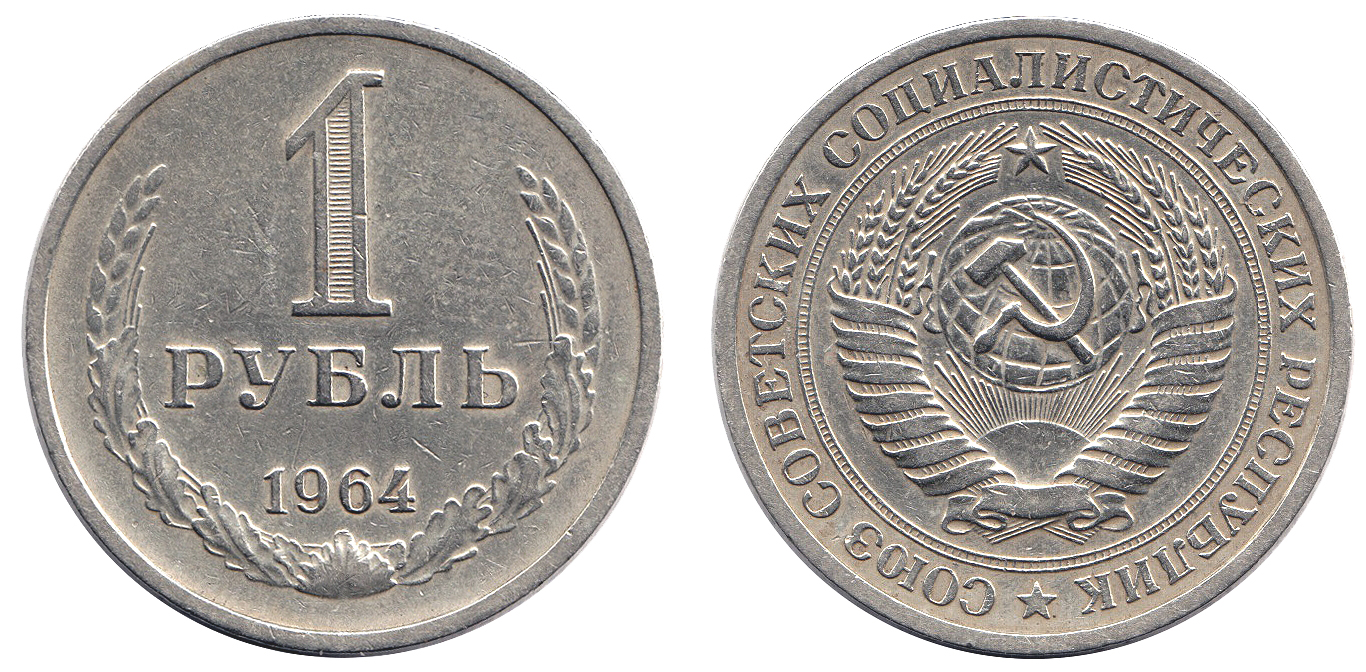
Pièce de 1 rouble (1964).

- Pièce de 1 kopeck (1961-1991) en aluminium-bronze
- Pièce de 2 kopecks (1961-1991) en aluminium-bronze
- Pièce de 3 kopecks (1961-1991) en aluminium-bronze
- Pièce de 5 kopecks (1961-1991 en aluminium-bronze
- Pièce de 10 kopecks (1961-1991) en cupro-nickel-zinc
- Pièce de 15 kopecks (1961-1991) en cupro-nickel-zinc
- Pièce de 20 kopecks (1961-1991) en cupro-nickel-zinc
- Pièce de 50 kopecks (1961-1991) en cupro-nickel-zinc
- Pièce de 1 rouble (1961-1991) en cupro-nickel-zinc

### Série Banque gouvernementale (1991-1992)
- Pièce de 10 kopecks (1991) en aluminium-bronze
- Pièce de 50 kopecks (1991) en cupro-nickel
- Pièce de 1 rouble (1991) en cupro-nickel
- Pièce de 5 roubles (1991) en cupro-nickel
- Pièce de 10 roubles (1991-1992) bimétallique, aluminium-bronze et cupro-nickel